# Areva (geslacht)
Areva is een geslacht van vlinders van de familie spinneruilen (Erebidae), uit de onderfamilie Arctiinae.

## Soorten
- A. albogrisea Rothschild, 1912
- A. laticilia Walker, 1854
- A. subfulgens Schaus, 1896
- A. trigemmis Hübner, 1827